# میتسو دن
میتسو دن (انگلیسی: Mitsu Dan؛ زادهٔ ۳ دسامبر ۱۹۸۰) بازیگر، مدل، نویسنده اهل ژاپن است. وی از سال ۲۰۱۰ میلادی تاکنون مشغول فعالیت بوده‌است.
همچنین برندهٔ جوایزی همچون سی و هفتمین جایزه آکادمی فیلم ژاپن شده‌است.